# Феодосия (станция)
Феодосия (укр. Феодосія; крымскотат. Kefe) — железнодорожная станция в городе Феодосии, Крым. Расположена в центе города на берегу моря.
Одна из двух железнодорожных станций в черте города.

## История
Станция открыта в 1892 году во время прокладки ответвления Лозово-Севастопольской железной дороги в Феодосию. Разговоры о необходимости построить дорогу к Феодосийскому морскому порту возбуждались ещё с 1857 года, однако воплощение замысла произошло только через 35 лет. Строительству первой железнодорожной ветки в Феодосию способствовал художник И. К. Айвазовский, в честь которого названа вторая станция в городе.
В первые годы открытия движения поезда курсировали на современную станцию Айвазовская (ныне — в пределах города Феодосия).
В 1894 году построен вокзал станции Феодосия-Город. В честь этого события к 100-летнему юбилею на здании вокзала открыта мемориальная доска. Первое здание вокзала было деревянным. В 1914 году было построено белокаменное здание по проекту петербургского архитектора П. И. Чернышёва. Это здание было разрушено в годы Великой Отечественной войны.
Современное здание вокзала построено днепропетровским архитектором М. И. Зарайским в 1956 году по собственному проекту.
Более четверти века станцией заведовал Николай Васильевич Павлов
Отправление поездов со станции, начиная с 1990-х годов, сопровождалось маршем «Прощание славянки».
До декабря 2014 года поезда дальнего следования шли через Джанкой и Мелитополь. В разгар курортного сезона курсировали дополнительные составы на киевском, московском, харьковском и минском направлениях. После закрытия железнодорожного сообщения между Крымом и Херсонской областью движение по этим направлениям прекратилось. В качестве временного решения пассажирам предлагалось воспользоваться услугой «единого билета». Пассажир, приобретая билет на поезд из Феодосии часть пути преодолевал на специальных автобусах и переправлялся через Керченский пролив на пароме.
После открытия Крымского моста возобновилось движение поездов из Крыма, теперь по новому маршруту, через Керчь и Тамань. 1 мая 2021 года на станцию Феодосия прибыл первый поезд Москва — Феодосия № 163/164. Время в пути 28 часов, на четыре часа дольше чем по старому маршруту. Также начал курсировать новый местный поезд до Анапы.

## Путевое развитие
Станция имеет несколько тупиков, первые три пути сходятся в один, идущий в порт и упирающийся в ворота на границе станции. На станции три изогнутых платформы, две из которых островные и очень узкие. Все платформы низкие. Длина платформы теоретически позволяет принимать составы из 20 вагонов, не считая локомотива.

## Пассажирское движение
Со станции идут местные поезда до Владиславовки, Джанкоя, Симферополя (через Джанкой), Керчи и Анапы.
С 1 мая 2021 года возобновили движение поезда дальнего следования.

### Дальнее сообщение
| № поезда     | Маршрут движения           | № поезда     | Маршрут движения           |
| ------------ | -------------------------- | ------------ | -------------------------- |
| 163 «Таврия» | Москва — Феодосия          | 164 «Таврия» | Феодосия — Москва          |
| 177 «Таврия» | Санкт-Петербург — Феодосия | 178 «Таврия» | Феодосия — Санкт-Петербург |

### Направления, перевозчики и расписание
| Перевозчик                   | Дистанция          | Направления и расписание |
| ---------------------------- | ------------------ | ------------------------ |
| Единая транспортная дирекция | Дальнее следование | АНО «ЕТД»                |
| Крымская железная дорога     | Местное сообщение  | Яндекс                   |

## Коммерческие операции, выполняемые на станции
- Приём и выдача грузов повагонными и мелкими отправками, загружаемых целыми вагонами, только на подъездных путях и местах необщего пользования.
- Продажа пассажирских билетов. Приём, выдача багажа.
- Приём, хранение, отправка и выдача мелких отправок (подъездн. пути).

## Внешние медиафайлы
- Прибытие пригородного поезда на станцию Феодосия - март 2019 на YouTube